# IC 5229
IC 5229 је спирална галаксија у сазвјежђу Тукан која се налази на листи објеката дубоког неба у Индекс каталогу.
Деклинација објекта је - 61° 22' 52" а ректасцензија 22h 34m 50,3s. Привидна величина (магнитуда) објекта IC 5229 износи 14,4 а фотографска магнитуда 15,1. IC 5229 је још познат и под ознакама ESO 147-1, PGC 69217.